# Волосатохвостый крот
Волосатохвостый крот (Parascalops breweri) — североамериканский крот среднего размера, это единственный представитель рода Parascalops. Видовой эпитет breweri дан в честь американского натуралиста Томас Мэйо Брюэр (Thomas Mayo Brewer).

## Таксономия
Несмотря на то, что он обитает в Северной Америке, исследования показывают, что он не имеет близкого родства с двумя другими североамериканскими  кротами  из трибы Scalopini (Scalopus и Scapanus ), а скорее он родственен к двум китайским представителям этой трибы (Scapanulus и Alpiscaptulus). Это, вероятно, указывает на то, что два китайских рода из Scalopini   появились в реузультате миграции из Северной Америки обратно в Евразию, где находится центр происхождения семейства Talpidae. В некоторых исследованиях было предложено поместить Parascalops, Scapanulus и Alpiscaptulus в единую подтрибу Parascalopina.

## Внешний вид

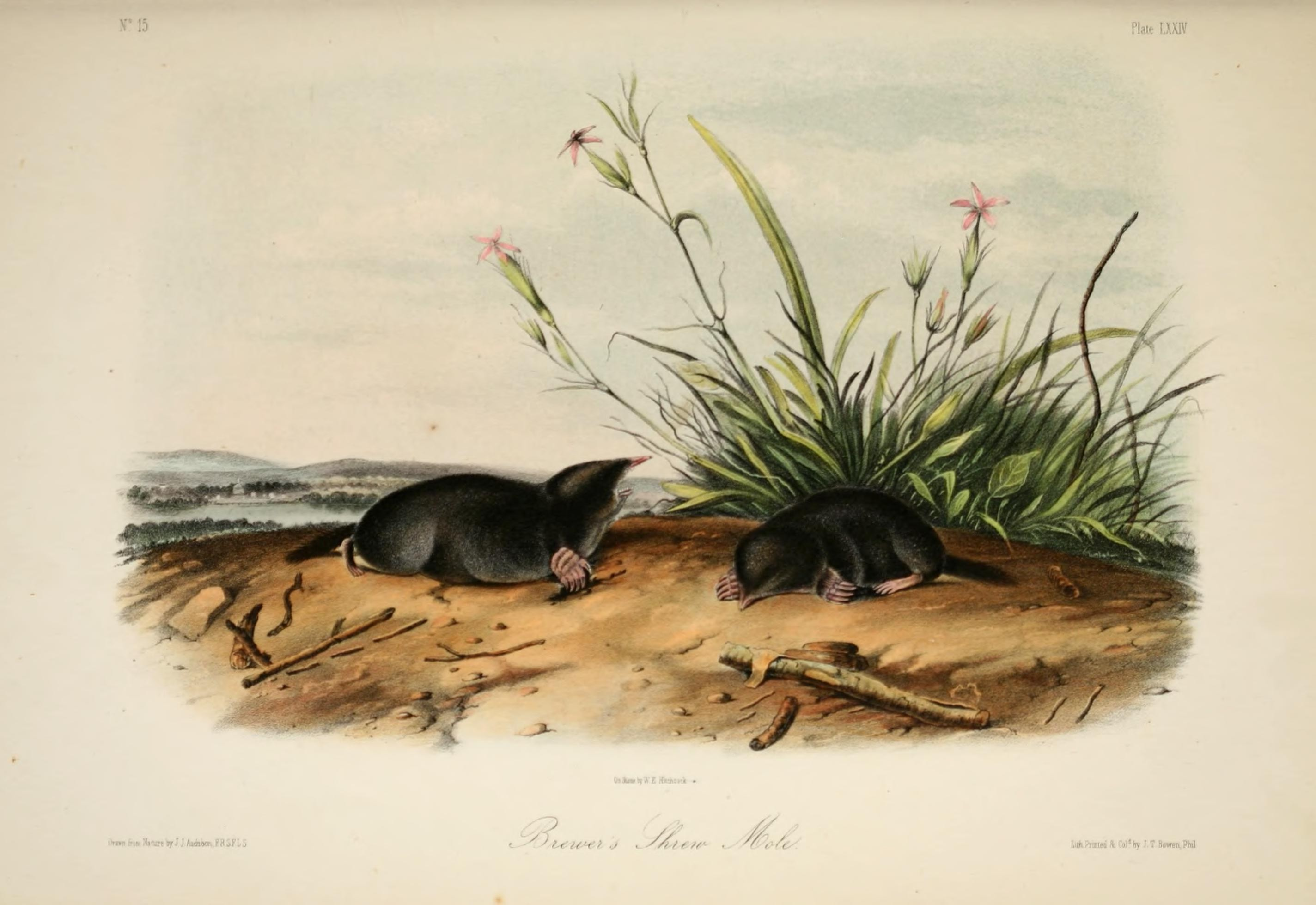
Волосатохвостый крот

У этого крота тёмно-серый мех с более светлой нижней частью тела, заостренный нос и короткий пушистый хвост. Длина тела, включая хвост, составляет около 15 см, длина хвоста 3 см, и вес около 55 граммов. Передние лапы широкие и лопатообразные, адаптированы для рытья. У него 44 зуба. Глаза у него покрыты шерстью, а ушные раковины отсутствуют. Морда и лапы розоватые, но у старых животных становятся белыми. У волосатохвосого крота можно найти несколько адаптаций к жизни под землёй. Его шерсть очень плотная и шелковистая, а лапы широкие, плоские и тяжелые. Кроты очень мало полагаются на свое зрение и имеют очень маленькие, тонкие зрительные нервы. Чтобы компенсировать недостаток зрения, у волосатохвостого крота имеются чувствительные вибриссы и волоски на кончике носа и лапах, позволяющие осязать окружающее пространство.

## Распространение и места обитания
Ареал волосатохвостого крота охватывает восток Канады и северо-восток Соединенных Штатов. В Канаде он встречается в провинциях Онтарио и Квебек. Южнее его ареал включает северо-восточную и восточную части США. Южная граница проходит по северу штатов Джорджия и Южная Каролина. На востоке его нет в большинстве прибрежных районов, на западе граница проходит через восточную часть Огайо, Кентукки и Теннесси. Волосатохвостый крот предпочитает лиственные и хвойные леса, старые поля и обочины дорог. В различных местах обитания, таких как леса, луга и пастбища, они населяют места, где обычен толстый почвенный слой. Они предпочитают рыхлые и хорошо дренированные легкие почвы, такие как влажные супеси. Как правило, избегают твердых, сухих или чисто песчаных почв. Иногда волосатохвостого крота также можно встретить на прибрежных маршевых почвах или тяжелых глинистых почвах. Плотность популяции составляет в среднем 3 особи на гектар.  Диапазон высот от уровня моря до высоты 1950 м в Грейт-Смоки-Маунтинс.

## Поведение
Для волосатохвостого крота характерна круглосуточная полифазная активность. Поскольку он живет в основном под землей в неглубоких туннелях, он может добывать корм в течение дня, а также ночью на поверхности земли. В теплое летное время волосатохвостый крот прокладывает свои ходы близко к поверхности, а в прохладные осенние и зимние месяцы  он копает глубже под землёй.
Этот крот проводит большую часть своего времени под землей, добывая насекомых и их личинок и дождевых червей в неглубоких норах НА поверхности земли они иногда появляется ночью. Он активен круглый год. К его врагам относятся совы, лисы и крупные змеи

## Питание
Пищу волосатохвостого крота составляют дождевые черви и различные членистоногие, в том числе кивсяки и другие многоножки, а также насекомые. Основной состав пищи стал известен благодаря исследованиям в конце XIX века. На основании содержимого 100 желудков, проанализированных в Нью-Гэмпшире, дождевые черви составляли 34% объема, и они присутствовали в 84% всех исследованных образцов. Соответствующие значения для личинок насекомых составили 29% и 96%, для взрослых насекомых снова 18% и 86%. Кивсяки и многоножки составляли 2% по объему и 32% по встречаемости. Кроме того, появились улитки, мокрицы и различный растительный материал, а также песок и детрит. Среди насекомых жуки были довольно распространены, такие как щелкуны, мягкотелки, пластинчатоусые жуки, долгоносики, жужелицы и чернотелки. Кроме того, тараканы и двукрылые, среди них  грибные комары и ктыри. Чешуекрылые играют второстепенную роль. Муравьи были представлены в 57% всех образцов. Их доля увеличивалась ранней весной и поздней осенью, возможно, в то время, когда других источников пищи не хватает. Содержимое ещё других 29 желудков из штата Нью-Йорк во многом подтверждает ту же диету. В них были найдены дождевые черви, муравьи, личинки жуков, многоножки и корни растений. Аналогичная ситуация с 12  желудков из штата Пенсильвания. Однако насекомые составляли в этой выборке более половины, а другие членистоногие — еще четверть от общего рациона. Были сделаны наблюдения, что некоторые кроты способны разорять гнезда ос, засыпая насекомых выброшенной землей
Как и все кроты Нового Света, волосатохвостый крот обычно ищет пищу под землей. Однако при определенных обстоятельствах он также выходит на поверхность земли, что обычно происходит в ранние утренние и вечерние часы. Судя по полевым наблюдениям в Аппалачах, эти вылазки на поверхность могут длиться более получаса. За это время животное проходит до 27 м и роет небольшие норы глубиной до 6 см. Иногда он также перемещается сквозь толстые слои опада. Дождевых червей кроты способны обездвиживать, откусывая передние сегменты, а затем складывают их про запас. Из пищеварительных органов крупных червей волосатохвостый крот выдавливает почвенный материал, используя при этом свои передние лапы,. В отдельных экспериментах животные весом от 41 до 50 г ежедневно съедали от 66 до 159 г беспозвоночных. Это примерно в 1,3–3,9 раза больше их собственного веса. В неволе у человека волосатохвостый крот также ест яйца, мясо и мучных червей, но избегает растительную пищу, такую как, например, картофель.

## Размножение
Спаривание происходит весной и, вероятно, только один раз в году. В Нью-Гэмпшире, судя по состоянию генеративной систему самцов и самок, оно проходит с конца марта по начало апреля. Прямо спаривание до сих пор никто не наблюдал, и срок беременности также неизвестен, но предполагается, что от четырех до шести недель. За это время беременная самка создает гнездовую камеру. Она находится примерно на 25-30 см ниже поверхности земли. Камера содержит круглое гнездо диаметром около 16 см, почти полностью состоящее из листьев в нескольких плотно упакованных и концентрических слоях. Внутренний диаметр камеры 8 см. В помете самки обычно четыре или пять детенышей, но сообщается о восьми эмбрионах. Новорожденные имеют длину около 71 мм и весят 10 г. Они рождаются слепыми и голыми, кожа морщинистая и беловатая. Лишь несколько вибрисс растёт на морде. Глазные и ушные отверстия обозначены, но закрыты. Когти  мягкие структуру, зубов нет. Волосатохвостые кроты выкармливают потомство молоком около месяца, после чего молодые переходят на твердую пищу. В этот момент они весят от 34 до 51 г, почти достигая веса взрослых особей. Они также похожи на них внешне, хотя их мех немного серее. Половая зрелость, вероятно, наступает примерно через десять месяцев. Часть молочных зубов может ещё сохраняться в этом возрасте. Судя по износу зубов, продолжительность жизни оценивается примерно в четыре года.